# If then else
if_then_else (с англ. — «если_то_иначе») — шестой студийный альбом голландской рок/метал-группы The Gathering, который был издан 3 июля 2000 года на лейбле Century Media Records. Альбом был записан в студиях Koeienverhuurbedrijf, Пюрмеренд, и S&K, Дутинхем, с января по март 2000 года.

## Тематика
Лейтмотивом альбома является «замедление».

## Обложка
На обложку помещена фотография Центральной Станции Неймегена (платформа поездов в направлении на Брабант), одного из последних «неторопливых» мест в том районе.

## Список композиций
| №                   | Название            | Длительность |
| ------------------- | ------------------- | ------------ |
| 1.                  | «Rollercoaster»     | 4:45         |
| 2.                  | «Shot to Pieces»    | 4:10         |
| 3.                  | «Amity»             | 5:57         |
| 4.                  | «Bad Movie Scene»   | 3:49         |
| 5.                  | «Colorado Incident» | 4:53         |
| 6.                  | «Beautiful War»     | 2:32         |
| 7.                  | «Analog Park»       | 6:05         |
| 8.                  | «Herbal Movement»   | 4:10         |
| 9.                  | «Saturnine»         | 5:11         |
| 10.                 | «Morphia's Waltz»   | 6:37         |
| 11.                 | «Pathfinder»        | 4:38         |
| Общая длительность: | Общая длительность: | 52:47        |

## Синглы

### Rollercoaster

Rollercoaster

Сингл Rollercoaster был издан на лейбле Century Media Records 29 мая 2000 года. Содержит заглавную песню из фильма «Велосипедист». Трек «Leaves», происходящий из альбома Mandylion, был записан в живую, при участии Metropole Orkest, 13 февраля 1996 года в Paradiso, Амстердам, Нидерланды. Сингл содержит также клип на песню «Liberty Bell».
| №                   | Название                     | Длительность |
| ------------------- | ---------------------------- | ------------ |
| 1.                  | «Rollercoaster (Radio Edit)» | 3:58         |
| 2.                  | «Theme from "The Cyclist"»   | 3:20         |
| 3.                  | «Leaves (Live)»              | 4:10         |
| 4.                  | «Liberty Bell»               |              |
| Общая длительность: | Общая длительность:          | 11:28        |

### Amity

Amity

Сингл Amity был издан на лейбле Century Media Records 5 февраля 2001 года. На обложке изображены участники группы братья Ганс и Рене Руттен в возрасте шести и трёх лет. Сингл содержит клип на кавер-версию песни «Life’s What You Make It» группы Talk Talk.
| №                   | Название                                    | Комментарий                                                             | Длительность |
| ------------------- | ------------------------------------------- | ----------------------------------------------------------------------- | ------------ |
| 1.                  | «Amity (RadioMix)»                          | remixed at Loud Kitchen, Amsterdam                                      | 4:01         |
| 2.                  | «Life's What You Make It (Talk Talk cover)» | recorded in September, 2000 at E-Sound Studio, Weesp                    | 4:52         |
| 3.                  | «Amity (TripPopRadioRemix)»                 | remixed at Noizlabs.com, Amsterdam                                      | 3:54         |
| 4.                  | «Amity (TimecodeAudioRemix)»                | remixed at Black Hand Studio, Nijmegen                                  | 7:40         |
| 5.                  | «Amity (ExtendedTripRemix)»                 | remixed at Noizlabs.com, Amsterdam                                      | 6:28         |
| 6.                  | «Amity (ThreePeople Remix)»                 | remixed at Rene's home, overdubs at LoudKitchen and Noizlabs, Amsterdam | 4:33         |
| 7.                  | «Amity (Live at "Isabelle")»                | recorded live at "Isabelle" radio program                               | 6:12         |
| Общая длительность: | Общая длительность:                         | Общая длительность:                                                     | 37:40        |

## Чарты
| Chart (2000)        | Высшая позиция |
| ------------------- | -------------- |
| Dutch Albums Chart  | 47             |
| German Albums Chart | 76             |

## Над альбомом работали

### Участники группы
- Anneke van Giersbergen — вокал;
- René Rutten — гитара;
- Hugo Prinsen Geerligs — бас;
- Hans Rutten — ударные;
- Frank Boeijen — клавишные.

### Приглашённые музыканты
- Bart van Vegchel — валторна (треки 1, 6, 11);
- Ad Verspaandonk — тромбон (треки 6, 11);
- Emmeke Bressers — гобой (track 6);
- Marthe Kalkhoven — виолончель (track 6, 9, 10);
- Jasper Slotboom — виолончель (track 6, 11);
- Jiska ter Bals — скрипка (tracks 3, 9, 10).

### Прочие
- Zlaya Hadzich — продюсер, запись, инжиниринг;
- Dick Kemper — запись, инжиниринг;
- Attie Bauw — микширование, мастеринг;
- Peter Blok — фотограф.